# 硫酸锰(III)
硫酸锰(III)是一种无机化合物，化学式为Mn2(SO4)3。它在有机合成中可以用作氧化剂。

## 性质
硫酸锰(III)在75.25%以上的硫酸中稳定，浓度降至52%时，可以从中沉淀出棕色的Mn2(SO4)3·H2SO4·6H2O，它在更低浓度的硫酸中水解。